# Theuma fusca
Theuma fusca är en spindelart som beskrevs av William Frederick Purcell 1907. Theuma fusca ingår i släktet Theuma och familjen Prodidomidae. Inga underarter finns listade i Catalogue of Life.